# Cirrhocephalina
Cirrhocephalina là một chi bướm đêm thuộc họ Crambidae.

## Các loài
- Cirrhocephalina brunneivena (Hampson, 1913)
- Cirrhocephalina eucharisalis (Walker, 1859)
- Cirrhocephalina evanidalis (Schaus, 1912)
- Cirrhocephalina flaviceps (Hampson, 1918)
- Cirrhocephalina venosa (Lederer, 1863)